# Helcogramma albimacula
Helcogramma albimacula är en fiskart som beskrevs av Williams och Howe 2003. Helcogramma albimacula ingår i släktet Helcogramma och familjen Tripterygiidae. Inga underarter finns listade i Catalogue of Life.